# Live on the Edge of Forever
Live on the Edge of Forever es el séptimo álbum oficial de la banda de metal progresivo Symphony X lanzado en el año 2001, primer álbum en vivo de la agrupación.

## Lista de canciones
- CD 1

- 01- Prelude 1:40
- 02- Evolution (The Grand Design) 5:18
- 03- Fallen / Trascendence 6:30
- 04- Communion And The Oracle 7:39
- 05- The Bird-Serpent War 3:39
- 06- On The Breath Of Poseidon 5:09
- 07- Egypt 7:05
- 08- The Death Of Balance/CandlelightFantasia 5:52
- 09- The Eyes Of Medusa 4:32

- CD 2

- 01- Smoke And Mirrors 6:36
- 02- Church Of The Machine 7:21
- 03- Through The Looking Glass 14:09
- 04- Of Sins And Shadows 7:22
- 05- Sea Of Lies 4:05
- 06- The Divine Wings Of Tragedy 19:54

## Alineación
- Russell Allen - Voz.
- Michael Romeo - Guitarra.
- Michael Pinella - Teclados.
- Jason Rullo - Batería.
- Michael Lepond - Bajo eléctrico.

- Datos: Q1063842